# Sieghold-Werft
Die Sieghold-Werft war eine von 1924 bis 1988 existierende Schiffswerft in Bremerhaven.

## Geschichte
Im nördlichen Teil des Fischereihafens II von Bremerhaven hatte am Ostufer die kleinste Seeschiffswerft ihren Sitz, die Sieghold-Werft Bremerhaven GmbH & Co. Dieses 1924 vom Maschinenbauingenieur Max Sieghold (1899–1955) als Schmiede und Schlosserei gegründete Unternehmen reparierte anfangs nur Haushaltsgeräte. 1926 verlegte Sieghold das Unternehmen in den Fischereihafen und baute es zu einem Reparatur- und Maschinenbaubetrieb aus. Zwei Jahre später baute Sieghold den ersten Fischdampfer um. Er fertigte auch mechanische Transportanlagen für frische Heringe. Mit diesen Arbeiten wandelte sich der ursprüngliche Handwerksbetrieb zum Industriebetrieb.
1937 siedelte die Sieghold-Werft auf ihren neuen Standort an der Ostseite über und stellte ein Schwimmdock in Betrieb, das erste im Unterweserraum. Während des Zweiten Weltkrieges wurden mit einer Mannschaft von 120 Mann Vorpostenboote umgerüstet sowie Fischdampfer repariert und umgebaut.
Am 15. Dezember 1950 folgte die Kiellegung des ersten Neubaus. Die Cornelia Sieghold wurde am 5. Juni 1951 per Stapelhub mit zwei Kränen zu Wasser gelassen. Bei dem Neubau handelte sich um ein Küstenmotorschiff mit der Baunummer 101. Der nächste Neubau mit der Nummer 102 war die Bernhard. Danach erfolgte der Bau der H.J. Kyvik für eine norwegische Reederei. Anschließend baute Sieghold den Neubau Nr. 104, ein Zollponton für die Oberfinanzdirektion Bremen. Danach fand der Bau einer neuen Cornelia Sieghold mit 300 BRT unter der Baunummer 105 statt.

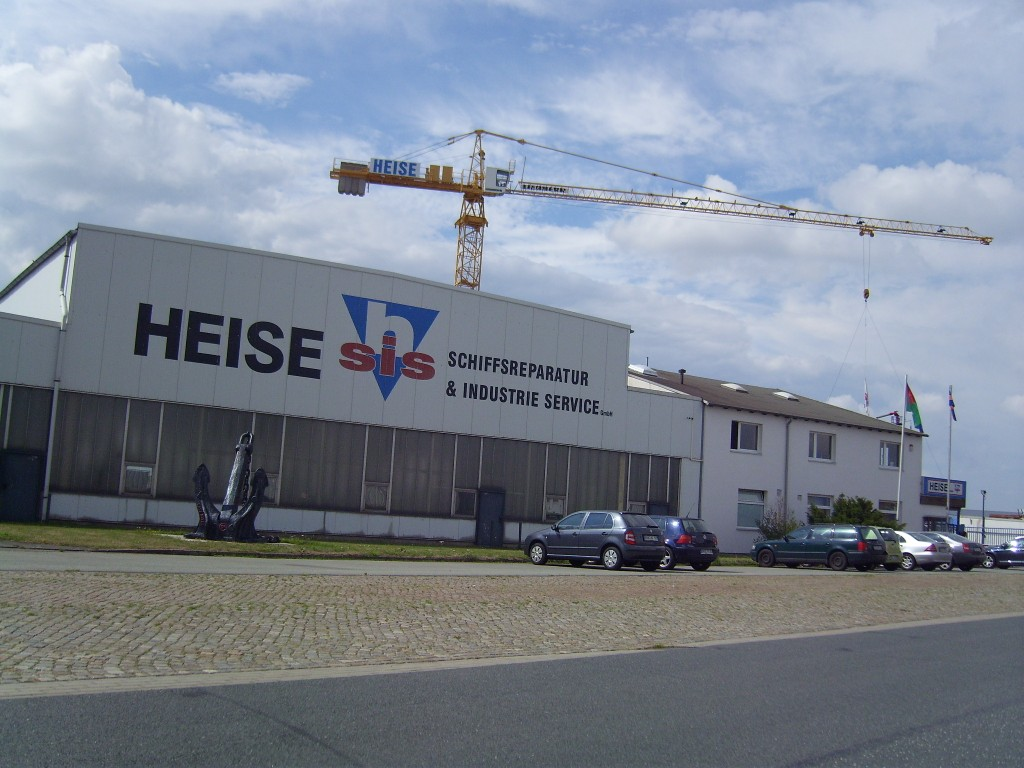
Nachfolger eines Teils des Geländes der ehemaligen Sieghold-Werft ist die Fa. Heise

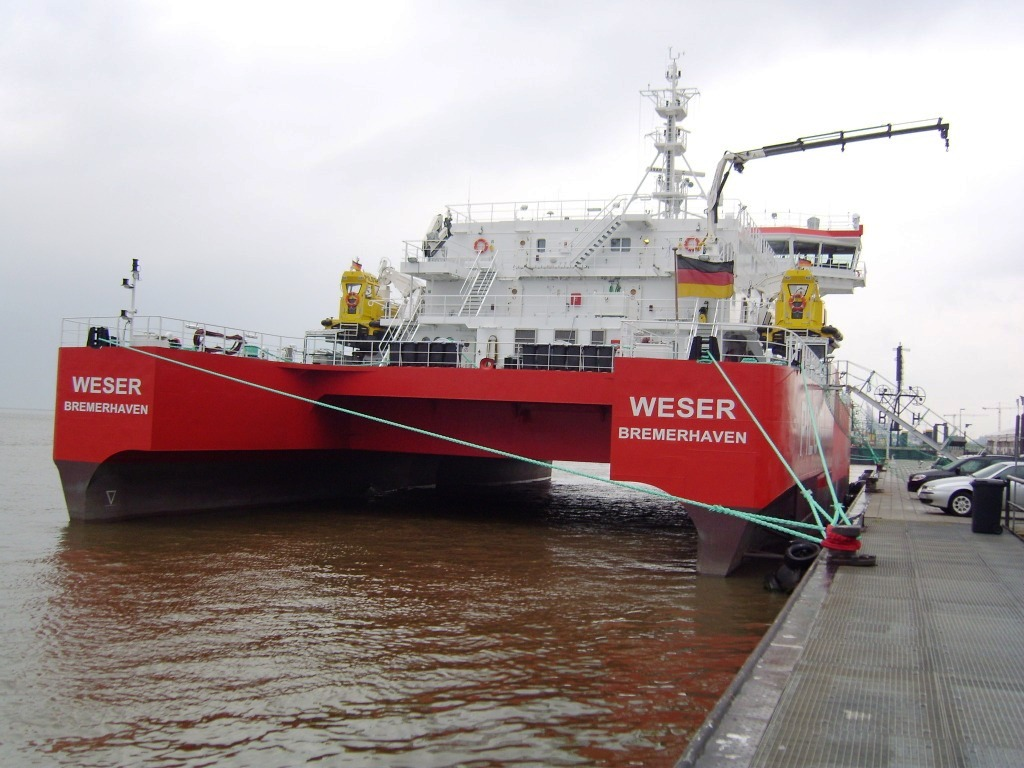
Lotsenstationsschiff Weser in Swath-Bauart, von A&R in Bremerhaven auf dem Gelände der ehemaligen Sieghold-Werft erbaut

Der Firmengründer Max Sieghold starb 1955. Nach dessen Tod führten zunächst sein Bruder, der Geestemünder Bankier Heinz Sieghold (1898–1973), und danach die beiden Söhne des Gründers, Heinz und Gralf Sieghold, das Unternehmen weiter. Größere Geländeerweiterungen in den 1960er-Jahren gaben der Werft ihr späteres Gesicht. Neben Schiffsreparaturen – die beiden Schwimmdocks hoben je 3200 t – gehörte auch der Neubau von Fischereifahrzeugen, Schottelschleppern und Küstentankern zur Angebotspalette der Sieghold-Werft, die 1964 als erste Bremerhavener Werft den Bau und die Reparatur von Offshore-Anlagen (z. B. Transocean 2) aufnahm.
1960 lief unter der Baunummer 115 für das Hansestadt Bremische Amt, Bremerhaven, der Schlepper Sirius bei Sieghold vom Stapel. Das Schiff hatte eine Länge von 21,51 m, eine Breite von 5,8 m sowie einen Tiefgang von 2,7 m. Im Jahre 1974 baute Sieghold für das Bundesministerium für Ernährung, Landwirtschaft und Forsten ein Fischereiforschungsschiff namens Solea. Bei einer Länge von 35,37 m, einer Breite von 9 m und 4,4 m Tiefgang hatte es 337,40 BRT.
1984 brachte das Dockschiff Super-Servant 1 der Sieghold-Werft die dreibeinige Bohrinsel Transocean 7. Es wurde für die kältere Region der Nordsee eine Heizung und ein Wetterschutz eingebaut. Im August 1984 arbeiteten drei Schichten der Sieghold-Werft rund um die Uhr, rund hundert Arbeitskräfte, um innerhalb von vier Monaten die Bohrinsel F.G.McClintock zu überholen und für den speziellen Einsatz in der Nordsee umzurüsten. Mit der Reparatur von Trawlern, Schleppern, Kuttern und seit 1964 auch von Bohrinseln sowie mit Schiffsneubau behauptete sich der Familienbetrieb, der zeitweise 400 Beschäftigte hatte, bis 1988.
Wilhelm Werst schrieb 1988 in Schiffahrt International, dass diese Spezialität, nämlich die weltweite Reparatur von Bohrinseln, der Sieghold-Werft zum Verhängnis wurde. Die US-Bohrgesellschaft Reading & Beates ließ die Sieghold-Werft auf unbezahlten Rechnungen von mehr als fünf Millionen Mark sitzen. So blieb der Werftleitung nichts anderes übrig, als die Werft an den Bremer Vulkan zu verkaufen. Die Betriebsübernahme kam dann einer Werftstilllegung gleich. Mit der Eingliederung in den Werftenverbund unter der Dominanz des Vulkans endete der Schiffsneubau.
Am 30. September 1988 schloss die kleinste Werft Bremerhavens für immer ihre Tore.

## Nachnutzung des Geländes
Nach dem Verkauf der Schwimmdocks führte die Nachfolgefirma Höhne Anlagenbau nur noch gelegentlich Arbeiten auf Schiffen durch. Zeitweise nutzte Abeking & Rasmussen das Gelände für den Bau von Lotsenstationsschiffen in Swath-Bauart. Seit April 2021 wird das Gelände für die Nutzung durch das Bremer Unternehmen Dörries Yachts hergerichtet, die hier Yachten bauen will.